# サムライプロモーション
株式会社サムライプロモーション（SAMURAIPROMOTION CO.,LTD.）は、日本の芸能事務所。所在地は、東京都目黒区中目黒。モデル・タレントプロダクションとして、CM・映画・ドラマ・雑誌等、幅広くマネージメントを展開。「礼節を重んじ己に勝つ」をモットーに、真の表現者の育成を手がけている。

## 所属タレント

### 俳優
- 吉村紗耶香
- 山林真紀
- 五十嵐麻衣
- 伊藤あすか
- 照喜名円
- min
- 太田正孝
- 倉田醍樹
- 田村研作
- 山城秀之

### 女性タレント
| - 桜井ふみ - 宮本小春 - 野平祐美子 - 成田晋子 - 外池真由美 - 掛札香織 - 小野鮎梨 - 坂下ひかる - 板越愛美 - 飛田幸乃 - 向山美帆 - 高木美柚 - 二村萌 - 小嶋結里亜 - 佐々木千恵 - 青山芹香 - 吉村美虹 | - 和田幸奈 - 山田小依 - 今井理恵 - 冨山仁美 - 小山陽子 - 永井七生 - 遠野友希 - 伊藤稔子 - 町田奈緒 - 日ヶ久保香 - 新田えみ - 柴田みゆき - 井田紋乃 - 木内絵里 - 鈴木宏美 - 大野智美 | - 川本亜貴代 - 桜井亜弓 - 本橋瑠美子 - 岩瀬玲 - 五十野睦子 - 久瑠あさ美 - 星野有里 - 盛美奈子 - 柴田莉巳 - 永衣美貴 - 山本映子 - 山部悦子 - 中島あかり - 野村康子 - 嶋本玲南 - 大野勢姫 - 西見佳代 - 栗原由美 | - 箱木宏美 - 水越園子 - 小野麻紀 |

### 男性タレント
| - 手塚みのる - 大津剛 - 田島匠悟 - 熊野晋也 - 池田恭介 - 浅沼航平 - 坂下駿平 - 相良光希 - 小松田一生 - 井上翔太 - 北出昇平 - 大熊将成 - 原将己 - 茅野勝利 - 大野充 - 大石伸二 | - 阪田宗二郎 - 津村幸佑 - 水谷春樹 - 沖野晃司 - 本村健 - 福田篤志 - 福田優 - 舛谷滋威 - 大久保慎太郎 - 中野真太郎 - 清野賢 - 山田将太 - 小原謙二 - 小野寺涼 - 高橋修二 - 吉村直己 - 斉藤賢 - 今野祐輔 - 脇田滋行 - 田村真也 | - 松本拡士 - 朝倉周児 - 横尾友幸 - 伊丹孝利 - 露木一博 - 久我真希人 - 太田直人 - 馬渕良介 - 鷲見考紀 - 横瀬弘英 - 岡野正一 - 齊藤亘胤 - 西山由希宏 - 加賀美剛臣 - 林久道 - 平家和典 - 末廣和也 | - 原口勝 - 川合悟 - 高山仁 - 本多陽彦 - 加々美伸次 - 高橋和貴 - 本田秀和 - 工藤牧 - 栗本修次 - 中谷直樹 - 横山利彦 - 九楽州 - 子安國裕 - 関根眞司 - 山下ケイジ - 塩出泉 - 馬場泰光 |

### KIDS
- 本橋瑠依
- 古川美雨
- 本橋琳
- 畑中紅葉
- 加藤光
- 加藤潤麻
- 佐藤響喜
- 那優大
- 加藤麗穏真

### SPECIALMEN
- 紫貴
- 斉藤真士
- 金山典世

### NEWFACE
- 久保田昌人
- 坂東枚委
- 山崎睦美
- 湯本真由
- 若月裕花
- 本橋凛音